# Georg Rosenbauer

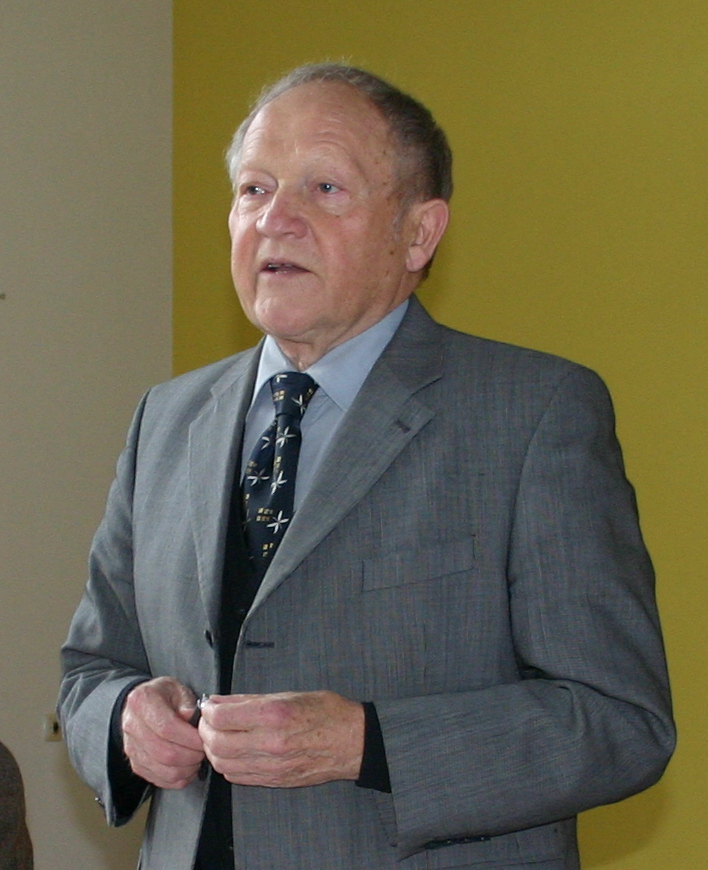
Georg Rosenbauer

Georg Rosenbauer (* 26. Juni 1941 in Ostheim) ist ein deutscher Politiker (CSU). Von 1996 bis 2008 war er Landrat des Landkreises Weißenburg-Gunzenhausen.

## Leben
Rosenbauer ist Landwirtschaftsmeister und war Inhaber eines landwirtschaftlichen Ausbildungsbetriebs. Er lebt zusammen mit seiner Frau Marianne in Ostheim auf einem 70 Hektar großen Hof. Er hat insgesamt sechs Kinder.

## Politik
Von 1972 bis 1978 war er 1. Bürgermeister der Gemeinde Ostheim und damals der jüngste Bürgermeister Bayerns. Nachdem Ostheim am 1. Mai 1978 anlässlich der Gebietsreform nach Westheim eingemeindet wurde, wurde er im gleichen Jahr 2. Bürgermeister der Gemeinde Westheim. Im gleichen Jahr wurde er Mitglied des Kreistags Weißenburg-Gunzenhausen.
Am 2. November 1984 rückte er für Fritz Pirkl in den Bayerischen Landtag nach, in dem er bis 1994 saß. Von 1984 bis 1986 war in den Ausschüssen für Kulturpolitische Fragen und für Landesentwicklung und Umweltfragen tätig. Während der Legislaturperiode 1986 bis 1990 gehörte er den Ausschüssen für Ernährung und Landwirtschaft, für Geschäftsordnung und Wahlprüfung sowie für Landesentwicklung und Umweltfragen an. In seiner letzten Periode von 1990 bis 1994 war er in den Ausschüssen für Ernährung, Landwirtschaft und Forsten, für Innerdeutsche Entwicklung und Grenzlandfragen und für Kulturpolitische Fragen tätig. Er gehörte dem Untersuchungsausschuss betreffend Bayerische Bezüge der Tätigkeit des Bereichs „Kommerzielle Koordinierung“ und Alexander Schalck-Golodkowskis vom 23. Oktober 1991 bis 13. Juli 1994 an.
Ab 19. November 1990 war er Mitglied im Landesdenkmalrat.
Von 1994 bis 1996 war er Fraktionsvorsitzender der CSU des Landkreises Weißenburg-Gunzenhausen. Als Kirchenbeauftragter seiner Fraktion für die jüdischen Gemeinden im Freistaat war er ein Freund von Charlotte Knobloch.
Von 1996 bis 2008 war er Landrat des Landkreises Weißenburg-Gunzenhausen.
Bis 2008 war er gleichzeitig Vorsitzender des Tourismusverbandes Fränkisches Seenland und der Zweckverbände Brombachsee und Hahnenkammsee.